# Нестериха (Вожегодский район)
Нестериха — деревня в Вожегодском районе Вологодской области.
Входит в состав Вожегодское городское поселение, с точки зрения административно-территориального деления — в Вожегодский сельсовет.
Расстояние до районного центра Вожеги по автодороге — 8,3 км. Ближайшие населённые пункты — Петровская, Сенькинская, Абатуриха, Новожилиха, Поповка, Похватинская, Угол.
По данным переписи в 2002 году постоянного населения не было.